# Pókafalva község
Pókafalva község (románul: Comuna Păuca) község Szeben megyében, Romániában. Központja Pókafalva, beosztott falvai Kiskerék, Oláhbogát, Székásgyepü.

## Fekvése
Szeben megye északkeleti részén helyezkedik el, Nagyszebentől 50, Balázsfalvától 25, Szászsebestől 42, Vízaknától 30 kilométer távolságra. Nagyszeben felől a DJ 107B megyei úton közelíthető meg.

## Népessége
1850-től a népesség alábbiak szerint alakult:
| Lakosok száma | 3146 | 3440 | 3955 | 4371 | 5250 | 4160 | 2535 | 2226 | 1929 | 1535 |
|               | 1850 | 1880 | 1900 | 1920 | 1941 | 1977 | 1992 | 2002 | 2011 | 2021 |

A 2011-es népszámlálás adatai alapján a község népessége 1929 fő volt, melynek 94,04%-a román, 2,44%-a roma és 1,66%-a német. Vallási hovatartozás szempontjából a lakosság 88,54%-a ortodox, 7,57% a Keresztyén Testvérgyülekezet tagja, és 1,66%-a ágostai hitvallású evangélikus.

## Nevezetességei
A község területéről az alábbi épületek szerepelnek a romániai műemlékek jegyzékében:
- a pókafalvi evangélikus templom (SB-II-m-B-12499)
- a pókafalvi Szent Mihály és Gábriel arkangyalok templom (SB-II-m-B-12500)
- a székásgyepüi Szentháromság-fatemplom (SB-II-m-B-12507)

Szintén műemléki védettséget élvez a kiskeréki Angyali üdvözlet temetőből származó, Nagyszebenben található négy kőkereszt (SB-IV-a-B-12610).